# Luis Martinetti, Contortionist
Luis Martinetti, Contortionist je americký němý film z roku 1894. Režisérem je William Kennedy Dickson (1860–1935). Film trvá asi půl minuty a zobrazuje Luise Martinettiho, jednoho z bratrů Martinettiových, s tygrovitě pruhovaným oblečením, jak na dvou gymnastických kruzích provádí hadí pózy. Snímek natočilo 11. října 1894 studio Edison Studios, které vzniklo ve stejném roce.
Film vznikl v roce 1894, kdy William Kennedy Dickson zrežíroval ve studiu Černá Marie více krátkometrážních filmů než v minulých letech, přičemž kladl daleko větší důraz na pozoruhodnost. Filmy přesto trvaly jen několik sekund. Film je volným dílem.